# 馬塔馬柴山
11°34′49″S 75°41′31″W / 11.58028°S 75.69194°W
馬塔馬柴山（Mata Mach'ay），是秘魯的山峰，位於該國中部胡寧大區，由豪哈省的波馬坎查區負責管轄，屬於安地斯山脈的一部分，海拔高度4,400米。